# Gondarém
Gondarém es una freguesia portuguesa del municipio de Vila Nova de Cerveira, con 7,13 km² de superficie y 1010 habitantes (2011). Su densidad de población es de 141,7 hab/km².